# Aleucosia
Aleucosia is een vliegengeslacht uit de familie van de wolzwevers (Bombyliidae). De wetenschappelijke naam van het geslacht werd voor het eerst geldig gepubliceerd in 1934 door Edwards.

## Soorten
Het genus bevat de volgende soorten:

- Aleucosia abditus Yeates, 1991
- Aleucosia adusta Yeates, 1991
- Aleucosia affinis Yeates, 1991
- Aleucosia albovittata Yeates, 1991
- Aleucosia angusta (Edwards, 1934)
- Aleucosia aquila Yeates, 1991
- Aleucosia arguta Yeates, 1991
- Aleucosia atherix (Newman, 1841)
- Aleucosia australensis Evenhuis, 1980
- Aleucosia calophthalma (Thomson, 1869)
- Aleucosia cincta (Edwards, 1934)
- Aleucosia coastalis (Edwards, 1934)
- Aleucosia colona Yeates, 1991
- Aleucosia corculum (Newman, 1841)
- Aleucosia costalis (Edwards, 1934)
- Aleucosia cuneata (Edwards, 1934)
- Aleucosia danielsorum Yeates, 1991
- Aleucosia directa Yeates, 1991
- Aleucosia dorsalis (Walker, 1849)
- Aleucosia fulvipes (Bigot, 1892)
- Aleucosia guttata Yeates, 1991
- Aleucosia halli Evenhuis, 1980
- Aleucosia hemiteles (Schiner, 1868)
- Aleucosia hyalina Yeates, 1991
- Aleucosia illota Yeates, 1991
- Aleucosia macfarlandi (Evenhuis, 1980)
- Aleucosia maculosa (Newman, 1841)
- Aleucosia marginata Yeates, 1991
- Aleucosia multipunctata Yeates, 1991
- Aleucosia norrisi Hull, 1973
- Aleucosia obtusa Yeates, 1991
- Aleucosia pallida Yeates, 1991
- Aleucosia plena (Walker, 1849)
- Aleucosia preclara Yeates, 1991
- Aleucosia saltuaria Yeates, 1991
- Aleucosia serpentigera (Walker, 1849)
- Aleucosia sugillata Yeates, 1991
- Aleucosia tridentata Yeates, 1991